# Seitenwunde Christi

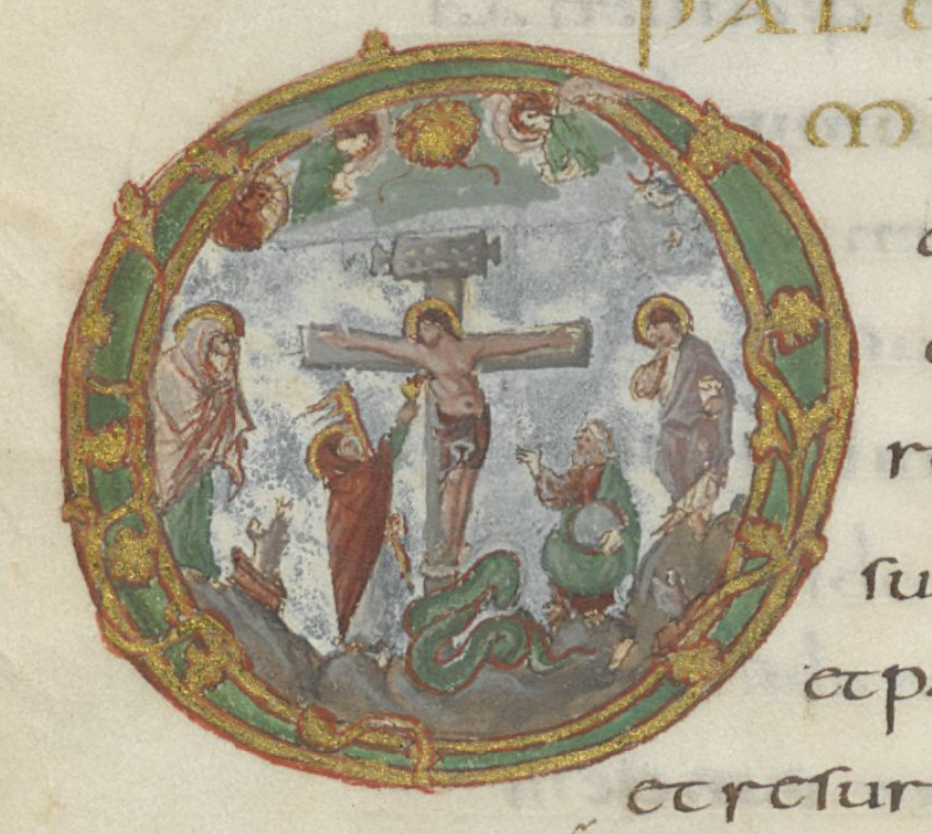
Kelch der Ecclesia empfängt Christi Blut aus der Seitenwunde. Drogo-Sakramentar, nach 844

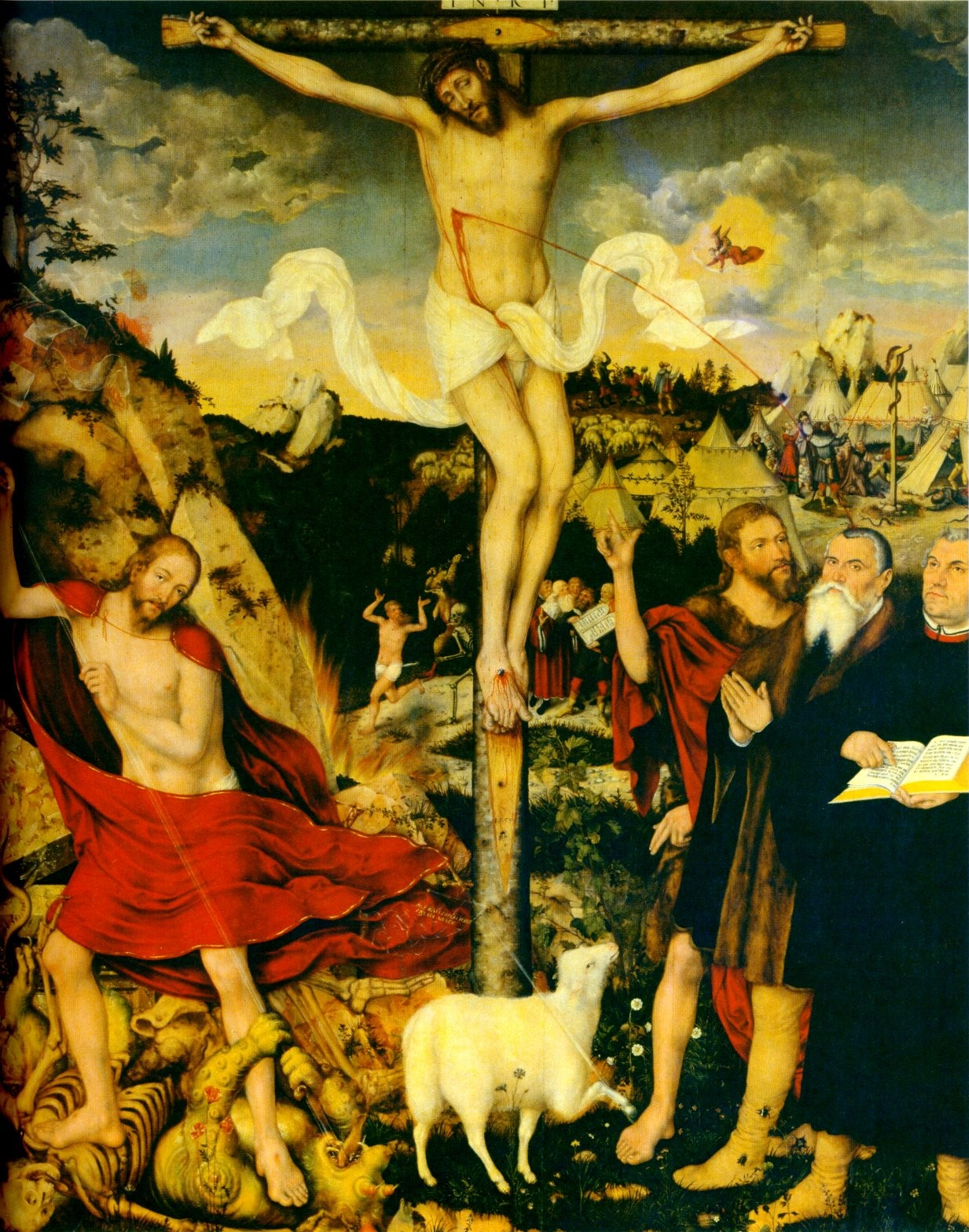
Reformatorische Kreuzigungsdarstellung. Herderkirche Weimar (Lucas Cranach d. J., 1555)

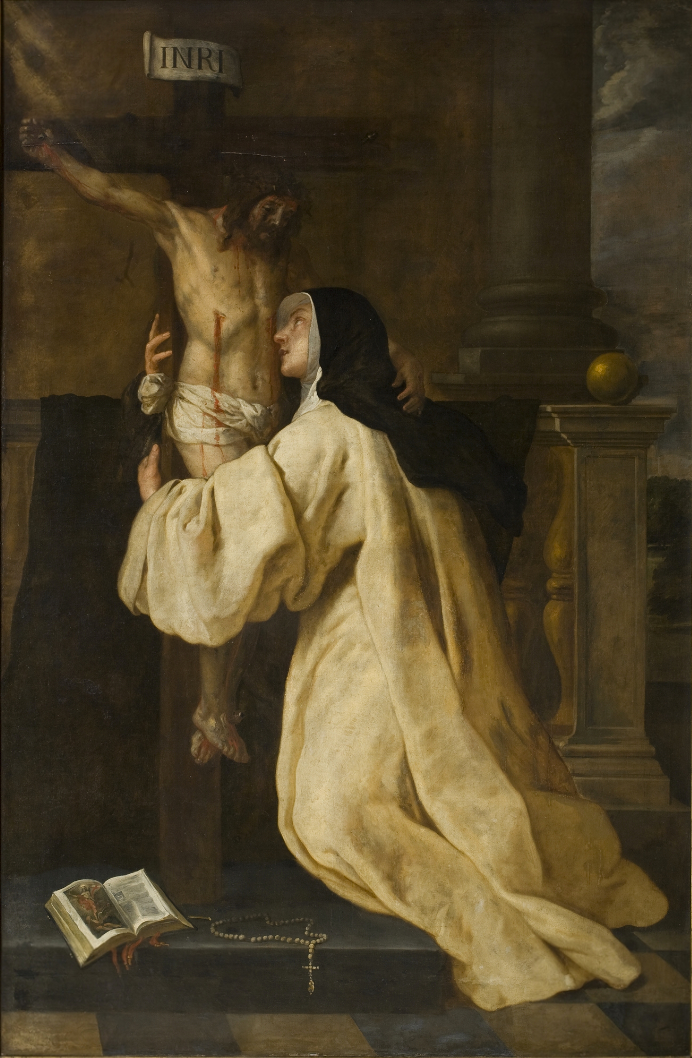
Die Heilige Luitgard und die Seitenwunde Christi (Gaspar de Crayer um 1653, Augustinerinnenkloster Antwerpen)

Die Seitenwunde Christi ist neben den durch die Nägel bei der Kreuzigung Jesu verursachten Wunden an Händen und Füßen eine der in der christlichen Tradition verehrten fünf Wunden Christi. Ein römischer Soldat hat – so das Johannesevangelium – die Wunde durch einen Lanzenstich verursacht; die Legende kennt seinen Namen (Longinus), und die Heilige Lanze gehört zu den bedeutenden christlichen Reliquien.

## Neues Testament
In Joh 19,33–37  wird berichtet, wie ein Soldat den toten Jesus in die Seite sticht, dabei treten Blut und Wasser heraus. Dies diente, wie das Brechen der Beine bei den anderen Gekreuzigten, der Sicherstellung des Todes vor der Kreuzabnahme. Ob schon der Evangelist Blut und Wasser symbolisch als Hinweise auf Herrenmahl und Taufe verstanden hat, ob es ihm darum ging, in Abwehr doketischer Vorstellungen zu betonen, dass Jesus ein Mensch aus Fleisch und Blut war, oder ob er nur die Folge des Lanzenstichs berichten wollte, ist in der Exegese umstritten.
Obwohl der Lanzenstich als Mittel zur Sicherstellung des Todes eines Gekreuzigten in der Antike auch sonst belegt ist, wird die Szene aus dem Johannesevangelium in den drei synoptischen Evangelien nicht erzählt. Dort stellt der Hauptmann den Tod Jesu auch ohne diese Maßnahme fest (Mk 15,39.45 ). Die Historizität der Szene ist also umstritten.

## Augustinus: Ursprung der Kirche und der Sakramente
Augustinus von Hippo deutete die Bibelstelle so: Als Christus am Kreuz schlief (cum dormiret in cruce), wurde seine Seite mit der Lanze durchbohrt. So wie Gott aus der Seite des schlafenden Adam die Eva erschuf, werde aus der Seitenwunde Christi die Kirche geboren. Augustinus variierte diesen Gedanken in verschiedener Weise: Wie Eva dem Adam als Partnerin zugeführt wurde, wurde die Kirche Braut Christi. „In spielerischer Rhetorik wird hier die Paulinische Adam-Christus-Parallele dialektisch vorgeführt. Aus dem nur schlafenden Adam, der doch den Tod in die Welt brachte, entsteht Eva. Aus dem toten Christus entsteht neues Leben, die Kirche und die Sakramente.“
Für seine Deutung der Bibelstelle war Augustinus wichtig, dass der Lanzenstich kein Durchbohren, sondern ein Öffnen gewesen sei. Es werde sozusagen eine Tür geöffnet, aus der Wasser und Blut flossen, und durch diese Tür treten die Christen ins wahre Leben ein. Wasser und Blut identifizierte Augustinus mit den Sakramenten, ohne sie eindeutig Taufe und Eucharistie zuzuordnen. Beide zusammen bezeichnete er als Heiltrunk oder als Bad. Dabei hatte Augustinus wahrscheinlich vor Augen, dass zu seiner Zeit bei der Aufnahme in die Kirche direkt nach der Ganzkörpertaufe die Eucharistie gereicht wurde.
Die weitere Vermittlung der augustinischen Seitenwunden-Metaphorik an die lateinische Kirche des Mittelalters erfolgte über Gregor den Großen, Beda Venerabilis und Isidor von Sevilla, wo sie eine Fortentwicklung in der katholischen Verehrung des Heiligsten Herzens Jesu erfuhr. Papst Franziskus greift in seiner Enzyklika Dilexit nos über die menschliche und göttliche Liebe des Herzens Jesu Christi vom 24. Oktober 2024 diese Metaphorik auf und entfaltet sie: „Ein durchbohrter Mensch, eine offene Quelle, ein Geist der Gnade und des Gebets. Die ersten Christen sahen diese Verheißung klar in der offenen Seite Christi erfüllt, der Quelle, aus der das neue Leben hervorströmt. Wenn wir das Johannesevangelium durchgehen, sehen wir, wie sich diese Prophezeiung in Christus erfüllt hat. … Die durchbohrte Seite ist gleichzeitig der Sitz der Liebe.“ (Nr. 96, 99)

## Mittelalterliche Mystik
Bernhard von Clairvaux empfahl die Meditation der Wunden Christi. Dies wurde typisch für zisterziensische Spiritualität. Bei mehreren spirituellen Autoren galten die Wunden Christi als Zuflucht der Sünder: zum Beispiel Petrus Damiani, Juliana von Norwich, Martin Luther. Aelred von Rievaulx gebrauchte die Metapher vom Trinken aus der Seitenwunde und Eingehen in sie; Luitgard von Tongern vollzog dies in Ekstase nach.

## Kreuzigungsdarstellungen in der Kunst
Der im Buch des Propheten Ezechiel (Hes 47,1 ff ) beschriebene unter der rechten Seite des Jerusalemer Tempels hervorquellende Strom der göttlichen Gnade wird in der kirchlichen Präfigurationstheologie als alttestamentliche Vorausdeutung des Erlösungstodes Jesu am Kreuz verstanden. Dementsprechend ist auf Darstellungen des Gekreuzigten stets die im Johannesevangelium (Joh 19,33–37 ) beschriebene Seitenwunde Christi, aus der Blut und Wasser herauslaufen, auf der rechten Seite Jesu – also nicht auf der Herzseite – zu sehen, obwohl der Text des Johannesevangeliums keine spezifische Seite nennt.
Die christliche Ikonographie der Kreuzigung zeigt von der Spätantike bis zur Reformationszeit das aus der Seitenwunde Christi austretende Blut, oft als bogenförmigen Strahl. Dieser kann von einem Kelch oder einer Schale aufgenommen werden (Gralslegende). Der Kelch kann auf dem Boden stehen oder von einer Frauengestalt, der personifizierten Kirche (Ecclesia) gehalten werden. Besonders deutlich wird die eucharistische Deutung in künstlerischen Darstellungen der Gregorsmesse: der Kelch, von dem das Blut Christi aufgenommen wird, steht auf dem Altar.
Mit der Reformationszeit veränderte sich die Ikonographie. Das Blut Christi trifft den Menschen direkt, ohne einen Kelch – so programmatisch in Lukas Cranachs  Kreuzigungsdarstellung (Herderkirche, Weimar). „Es bedarf keiner ekklesialen Vermittlung mehr, keiner Gnadenvermittlung durch Sakramente, der Blutstrahl der Gnade zielt direkt auf den Menschen.“

## Kirchenliederdichtung
Die Betrachtung der Wunden Christi wurde der lutherischen Frömmigkeit des 16. und 17. Jahrhunderts durch Texte Bernhards von Clairvaux vermittelt (Johann Heermann, Valerius Herberger) und wurde so von den Kirchenliederdichtern wie Paul Gerhardt und Johann Rist rezipiert. Im Gerhardts Salve an die Seitenwunde Jesu (CS 21, 4,6) imaginiert das Ich, die Wunde zu küssen und das Blut zu trinken. Dabei handelt es sich für Gerhardt um Metaphern, die ausdrücken sollen, wie kostbar der Kreuzestod sei, den Jesus „uns zugut“ gestorben sei. Die metaphorische bzw. metonymische Bedeutung solcher Aussagen wurde von den Zeitgenossen erkannt, man fand sie keineswegs abstoßend, sondern „im äußersten Maße herzbewegend.“

## Zinzendorf: „Seitenhöhlchen“
Die Blut-und-Wunden-Frömmigkeit wurde im 18. Jahrhundert besonders von der Herrnhuter Brüdergemeine kultiviert und kam im sogenannten Seitenhöhlchen-Kult kurzzeitig zu einer extremen Steigerung. 1747 rückte Nikolaus von Zinzendorf das „Hölchen“ ins Zentrum der Frömmigkeit, es erscheint nun in den Liedern fast ständig und wird imaginiert als schützender Zufluchtsort, in dem die Christen wohnen (schlafen, essen, arbeiten, spazieren gehen). Zunächst pars pro toto für Christus, wurde das „Hölchen“ bald wie eine eigene göttliche Figur verehrt. Gelegentlich hat man das Seitenhöhlchen feierlich inszeniert, so gab es 1748 auf dem Brüderchorfest in Herrnhaag ein „unvergleichlich schönes“ Seitenhöhlchen vor dem Eingang, durch welches man, etwas gebückt, das Haus betreten konnte. Mit dem „Strafbrief“ von 1749 machte Zinzendorf den Exzessen ein Ende, doch die Verehrung der Seitenwunde setzte sich in den 1750er Jahren ungebrochen fort. Nicht nur im Liedgut, sondern auch in einer Reihe von Bildern (darunter dem Erstlingsbild) wurde die Seitenwunde Christi direkt mit dem Leben der Brüdergemeine verbunden; mehrere kleinformatige kolorierten Zeichnungen illustrieren, wie man sich das Leben und Wohnen im „Hölchen“ vorstellte. Die Seitenwunde war als „Central-Punct“ in Zinzendorfs Theologie das Hauptsymbol, indem sie Christi Erlösungshandeln am Kreuz zum Abschluss brachte und zugleich das Ziel der individuellen Glaubenshoffnung darstellte.